# 1972 Yi Xing
1972 Yi Xing је астероид главног астероидног појаса са средњом удаљеношћу од Сунца која износи 2,419 астрономских јединица (АЈ).
Апсолутна магнитуда астероида је 13,38.